# Šmihel pri Žužemberku
Šmihel pri Žužemberku je naselje u slovenskoj Općini Žužemberku. Šmihel pri Žužemberku se nalazi u pokrajini Dolenjskoj i statističkoj regiji Jugoistočnoj Sloveniji. 

## Stanovništvo
Prema popisu stanovništva iz 2002. godine naselje je imalo 110 stanovnika.